# توموهیرو کاتانوساکا
توموهیرو کاتانوساکا (انگلیسی: Tomohiro Katanosaka؛ زادهٔ ۱۸ آوریل ۱۹۷۱) بازیکن فوتبال اهل ژاپن است.
از باشگاه‌هایی که در آن بازی کرده‌است می‌توان به باشگاه فوتبال سانفریس هیروشیما، باشگاه فوتبال کاشیوا ریسول، و باشگاه فوتبال گامبا اوساکا اشاره کرد.